# Oppurg
Oppurg est une commune allemande de l'arrondissement de Saale-Orla, Land de Thuringe. Elle est le siège de la Verwaltungsgemeinschaft Oppurg (municipalité collective) qui regroupe treize communes.

## Géographie
Oppurg se situe dans la vallée de l'Orla, contre les monts de Thuringe.

## Histoire
La commune actuelle a été créée en 1965 avec la fusion des villages d'Oppurg, Kolba et Rehmen.